# Siikajärvi (sjö i Tohmajärvi, Norra Karelen)
Siikajärvi är en sjö i kommunen Tohmajärvi i landskapet Norra Karelen i Finland. Arean är 43 hektar och strandlinjen är 6,85 kilometer lång. Sjön  ingår i Tohmajokis huvudavrinningsområde.   Den ligger omkring 52 kilometer sydöst om Joensuu och omkring 360 kilometer nordöst om Helsingfors. 
I sjön finns öarna Palanutsaari och Tattarisaari. 